# Oltványi Pál
Oltványi Pál (Szeged, 1823. augusztus 1. – Szeged, 1909. január 16.) magyar pap, egyházjogász, író, prépost, plébános. Testvére Oltványi Gáspár (1844–1904) római katolikus pap.

## Életpályája
Szülei Oltván Ferenc és Puskás Apollónia voltak. A gimnáziumot Temesváron és Szegeden, a teológiát Csanád egyházmegyés kispapként a Pázmáneum (1841–1845) növendékeként végezte el. 1845-ben a káptalan jegyzője volt. 1846. április 11-én pappá szentelték. 1846-ban három hónapig Újbesenyőn volt káplán. 1846. szeptemberétől püspöki levéltáros, titkár, majd irodaigazgatóként dolgozott. 1848–1849 között Lonovics József püspök, majd Temesvár ostroma idején Róka József püspöki helyettes mellett Makón tartózkodott. 1854–1873 között Földeák plébánosa volt; 1857-ben templomot, 1861-ben iskolát, 1864-ben kápolnát építtetett. 1860–1870 között átutazta Nyugat-Európát; a népiskolákat és az apácák nevelőintézeteit tanulmányozta. 1868-tól pápai kamarás volt. 1872-től Szeged törvényhatósági bizottságának tagja volt. 1873-ban Szegeden leányiskolát és nevelőintézetet nyitott. 1873–1900 között a szegedi apácaiskolák igazgatója volt. 1877-ben Olaszországban volt tanulmányúton. 1880-tól prépost volt.

## Művei
- Erläuterungen über das erste Programm des Lyceal-Gymnasiums zum Temesvár (Temesvár, 1851)
- Vegyesházasságok és az új polgári törvénykönyv (Temesvár, 1854)
- Privilegium fori és az új polgári s büntető codex (Temesvár, 1854)
- Mennyország királynéja. Salve Regina. Népszerűleg magyarázva (Pest, 1857)
- Vegyes házasságok (Temesvár, 1857)
- Acta Synodalia (Temesvár, 1859)
- A csanádi püspöki megye birtokviszonyainak története (Szeged, 1867)
- A római katholikus egyház és a parlament Magyarországban (Temesvár, 1871)
- Tájékozó útmutató a bélyegilleték és illetékegyenértéki adó iránt (Temesvár, 1881)
- Egyházi beszéd a földeáki apácza-zárda és iskola beszentelése alkalmával (Temesvár, 1881)
- A jeruzsálemi Szent sír lovagrendjének rövid története (Szeged, 1882)
- Földeák község történelme (Makó, 1883)
- Egyházi beszéd, melyet a szegedi új vashídnak 1883. szept. 16-án történt fölszentelése alkalmával tartott (Szeged, 1883)
- A népoktatási ügy Magyarországban (Temesvár, 1884)
- Szeged, a nagy katholikus város egyik nyílt sebe. Tájékozásúl ez ügyre nézve (Temesvár, 1884)
- Szegedi különlegességek. Válaszul a bírálóknak (Temesvár, 1886)
- A szegedi plébánia és a t. piarista atyák szegedi krónikája (Szeged, 1886)
- Tájékozás a kegyúri jog iránt (Temesvár, 1886)
- Fenyőfa mint karácsonyfa. Karácsonyi szavalmány (Temesvár, 1886)
- Hódolat a királynak (Temesvár, 1897)

## Díjai
- Ferenc József-rend lovagkeresztje (1877)
- Földeák díszpolgára (1896)
- II. osztályú vaskoronarend lovagkeresztje (1898)